# Paulina Nowicka
Paulina Balbina Nowicka – polska inżynier, dr hab. nauk rolniczych, profesor uczelni Katedry Technologii Owoców, Warzyw i Nutraceutyków Roślinnych Wydziału Biotechnologii i Nauk o Żywności Uniwersytetu Przyrodniczego we Wrocławiu.

## Życiorys
25 września 2015 obroniła pracę doktorską Kształtowanie potencjału bioaktywnego i walorów smakowych wiśni w aspekcie technologicznym, 3 grudnia 2019 habilitowała się na podstawie pracy zatytułowanej Zawartość związków bioaktywnych i potencjał prozdrowotny brzoskwini zwyczajnej oraz możliwości jej wykorzystania w projektowaniu funkcjonalnych produktów owocowych. Została zatrudniona na stanowisku asystenta w Katedrze Technologii Owoców, Warzyw i Zbóż na Wydziale Biotechnologii i Nauk o Żywności Uniwersytetu Przyrodniczego we Wrocławiu.
Jest profesorem uczelni Katedry Technologii Owoców, Warzyw i Nutraceutyków Roślinnych Wydziału Biotechnologii i Nauk o Żywności Uniwersytetu Przyrodniczego we Wrocławiu, oraz członkiem Komitetu Nauk o Żywności i Żywieniu; Sekcji ds. Rozwoju Młodej Kadry Naukowej PAN.